# Caso Catalina
O Caso Catalina (em sueco: Catalinaaffären) foi um confronto militar e crise diplomática da era da Guerra Fria em junho de 1952, no qual caças da Força Aérea Soviética abateram duas aeronaves suecas sobre águas internacionais no Mar Báltico.
A primeira aeronave a ser abatida foi um Força Aérea Sueca Tp 79 desarmado, um derivado do Douglas DC-3, realizando coleta de inteligência de sinais de rádio e radar para o Estabelecimento Nacional de Rádio de Defesa (Försvarets radioanstalt, FRA). Nenhum dos oito tripulantes sobreviveu.
A segunda aeronave a ser abatida foi um Tp 47 da Força Aérea Sueca, um Catalina hidroavião, envolvido na operação de busca e resgate do DC-3 desaparecido. A tripulação de sete pessoas do Catalina foi salva.
A União Soviética negou publicamente o envolvimento até sua dissolução em 1991. Ambas as aeronaves foram localizadas em 2003; o DC-3 foi recuperado.

## Aeronaves e tripulação

### DC-3
A primeira aeronave envolvida era um Douglas DC-3A-360 Skytrain da Força Aérea Sueca, um derivado de transporte militar do DC-3 conhecido no serviço sueco como Tp 79. Portava o número de série 79001. Na cobertura da mídia que se seguiu ao evento, ficou conhecido simplesmente como "o DC-3".
A aeronave foi fabricada em 1943 com o número de série original americano 42-5694, e foi entregue ao 15º Esquadrão de Transporte de Tropas da USAAF (61º Grupo de Transporte de Tropas). Viu ação no norte da África antes de ser estacionada na RAF Barkston Heath. Foi voada em 5 de fevereiro de 1946, de Base Aérea de Orly via Campo de Aviação do Exército de Hanau para Bromma e foi registrada como SE-APZ em 18 de maio de 1946 como aeronave civil para a Skandinaviska Aero AB.

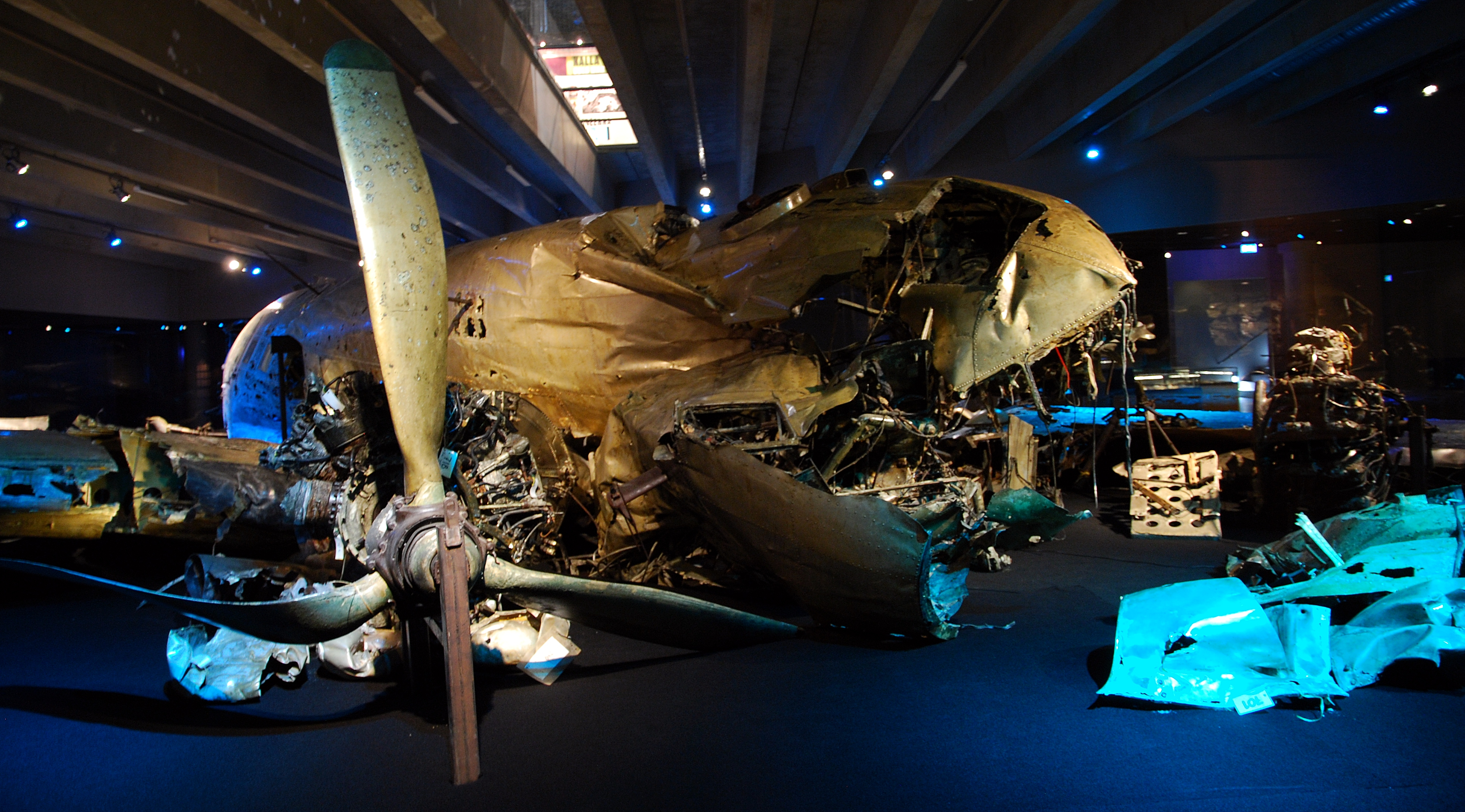
Destroços do DC-3 exibidos no Museu da Força Aérea Sueca

Em 13 de junho de 1952, desapareceu a leste da ilha de Gotska Sandön enquanto realizava operações de coleta de inteligência de sinais para o FRA. A aeronave foi perdida com toda sua tripulação de oito pessoas no incidente. Três dos oito tripulantes eram militares da Força Aérea Sueca, e os outros cinco eram operadores civis de inteligência de sinais (SIGINT) do FRA.

### Catalina

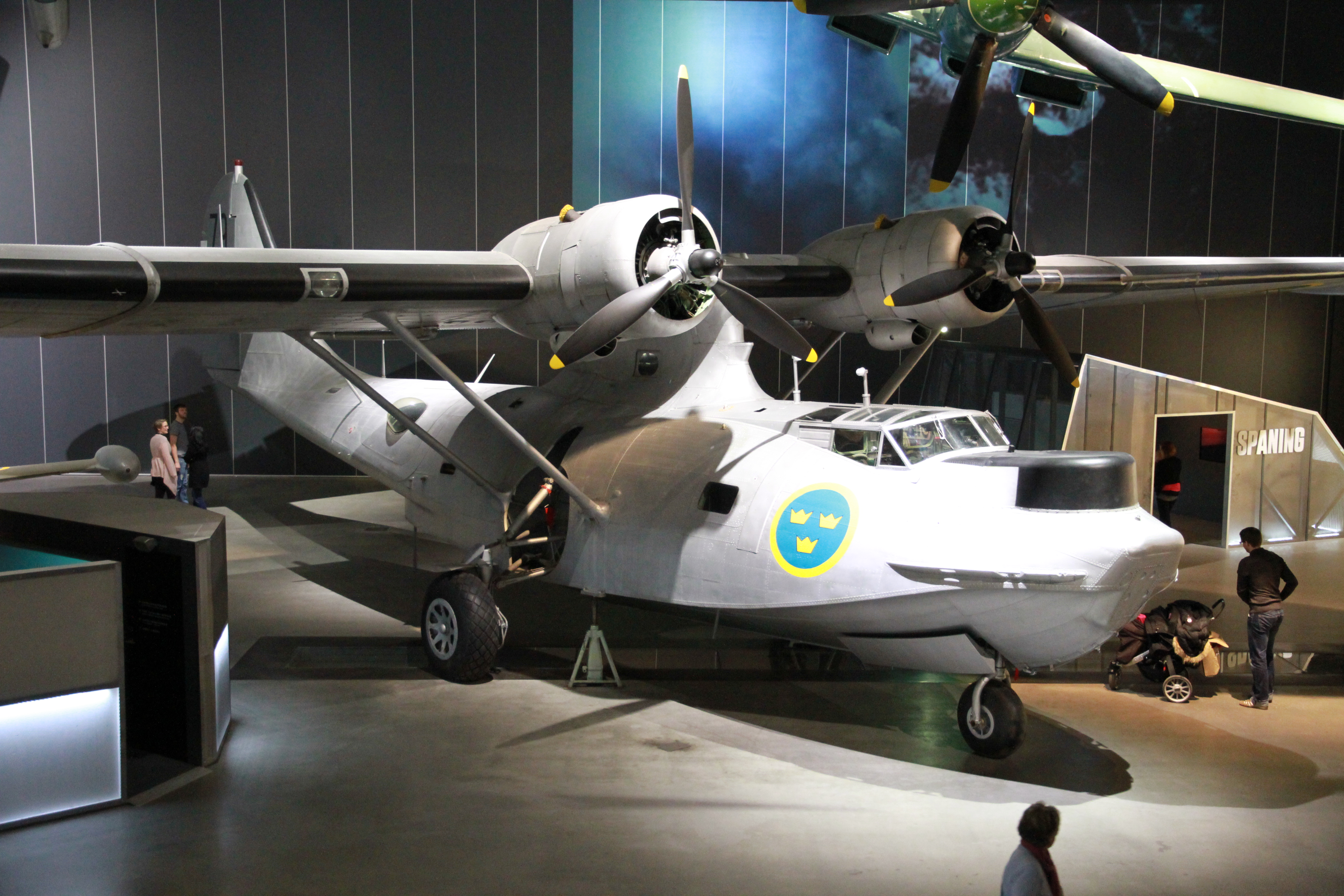
Tp 47 Canso (Catalina) no Museu da Força Aérea Sueca

Três dias após o incidente inicial, em 16 de junho de 1952, dois hidroaviãos Consolidated PBY-5 Catalina, conhecidos no serviço sueco como Tp 47, procuraram pelo DC-3 ao norte da Estônia. Uma das aeronaves, portando o número de série da fuselagem 47002, foi abatida por aeronaves soviéticas, mas a tripulação de sete pessoas amerissou próximo ao cargueiro alemão ocidental Münsterland e foi resgatada.

## Consequências
A Suécia manteve por quase 40 anos que o avião estava realizando um voo de treinamento de navegação.
Somente após pressão das famílias dos tripulantes as autoridades suecas confirmaram que o DC-3 estava equipado com equipamentos britânicos e realizava vigilância para a OTAN. Em 1991, o General  ru, coronel das Forças Aéreas Soviéticas no início dos anos 1950, admitiu que ordenou o abate do DC-3 em 1952 ao enviar um MiG-15bis para interceptá-lo.

## Recuperação
Em 10 de junho de 2003, o capitão de companhia aérea e ex-piloto da Força Aérea Sueca, Anders Jallai, e o historiador Carl Douglas com a empresa sueca Marin Mätteknik AB encontraram os restos do DC-3 abatido usando sonar a 126 m (413 ft) de profundidade.
Após 52 anos, os restos do DC-3 foram levantados à superfície em 19 de março de 2004. Destroços da área também foram recuperados por dragagem de congelamento—200 m3 (7,100 cu ft) de sedimento circundante foi congelado e levantado junto com o objeto sobre e dentro dele. Os destroços foram transferidos para a Base Naval de Muskö para investigação e preservação; finalmente foi colocado em exposição no Museu da Força Aérea Sueca, Linköping, em 13 de maio de 2009. Uma maquete em escala 1:12 do 79001 foi emprestada ao Museu da Força Aérea em 5 de maio de 2009.

## Conclusão
Furos de bala no 79001 mostraram que o DC-3 foi abatido por um caça MiG-15bis. O horário exato da queda também foi determinado, pois um dos relógios na cabine havia parado às 11:28:40 CET. Os restos de quatro dos oito tripulantes foram encontrados e positivamente identificados.

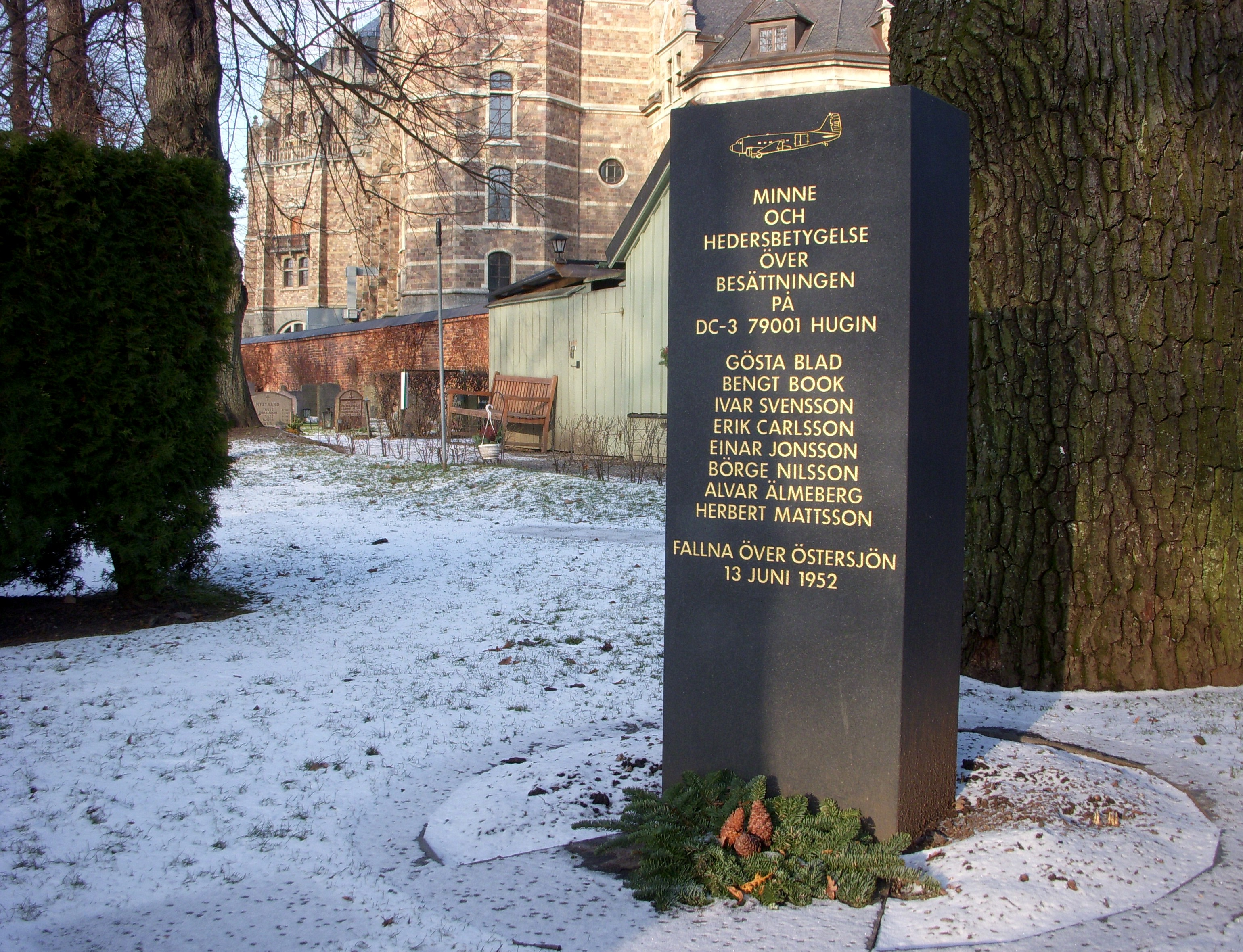
Pedra memorial à tripulação caída no Galärvarvskyrkogården em Estocolmo